# Südafrikanische Cricket-Nationalmannschaft in England in der Saison 2012
Die Tour der südafrikanische Cricket-Nationalmannschaft nach England in der Saison 2012 fand vom 19. Juli bis zum 12. September 2012 statt. Die internationale Cricket-Tour war Bestandteil der Internationalen Cricket-Saison 2012 und umfasste drei Tests, fünf ODIs und drei Twenty20s. Südafrika gewann die Test-Serie 2–0, während die ODI-Serie 2–2 und die Twenty20-Serie 1–1 unentschieden endete.

## Vorgeschichte
England spielte zuvor eine Tour gegen Australien, Südafrika bestritt ein Drei-Nationen-Turnier in Simbabwe. Die letzte Tour der beiden Mannschaften gegeneinander fand in der Saison 2009/10 in Südafrika statt.

## Stadien
Die folgenden Stadien wurden für die Tour als Austragungsort vorgesehen und am 28. September 2011 festgelegt.
| Stadion                     | Stadt             | Kapazität | Spiele          |
| --------------------------- | ----------------- | --------- | --------------- |
| Edgbaston Cricket Ground    | Birmingham        | 24.803    | 3. T20          |
| Sophia Gardens              | Cardiff           | 15.643    | 1. ODI          |
| Emirates Durham             | Chester-le-Street | 17.000    | 1. T20          |
| Trent Bridge                | Nottingham        | 15.350    | 5. ODI          |
| Headingley Stadium          | Leeds             | 17.000    | 2. Test         |
| The Oval                    | London            | 23.500    | 1. Test; 3. ODI |
| Lord’s Cricket Ground       | London            | 30.000    | 3. Test; 4. ODI |
| Old Trafford Cricket Ground | Manchester        | 19.000    | 2. T20          |
| Rose Bowl                   | Southampton       | 6.500     | 2. ODI          |

## Kaderlisten
Südafrika benannte seinen Test-Kader am 13. Juni, den ODI-Kader am 25. Juli
England benannte seinen Test-Kader am 15. Juli.
| Test | Test | ODI | ODI | Twenty20 | Twenty20 |
| England | Südafrika | England | Südafrika | England | Südafrika |
| --- | --- | --- | --- | --- | --- |
| - Andrew Strauss (K) - James Anderson - Jonny Bairstow - Ian Bell - Ravi Bopara - Tim Bresnan - Stuart Broad - Alastair Cook - Steven Finn - Graham Onions - Kevin Pietersen - Matt Prior (wk) - Graeme Swann - James Taylor - Jonathan Trott | - Graeme Smith (K) - AB de Villiers (VK & wk) - Hashim Amla - Mark Boucher (wk) - Marchant de Lange - JP Duminy - Imran Tahir - Jacques Kallis - Morné Morkel - Alviro Petersen - Robin Peterson - Vernon Philander - Jacques Rudolph - Dale Steyn - Thami Tsolekile (wk) - Lonwabo Tsotsobe | - Alastair Cook (K) - James Anderson - Jonny Bairstow - Ian Bell - Ravi Bopara - Tim Bresnan - Jade Dernbach - Steven Finn - Craig Kieswetter (wk) - Eoin Morgan - Samit Patel - Graeme Swann - James Tredwell - Jonathan Trott - Chris Woakes | - AB de Villiers (K & wk) - Hashim Amla - Francois du Plessis - JP Duminy - Dean Elgar - Albie Morkel - Morné Morkel - Ryan McLaren - Justin Ontong - Wayne Parnell - Robin Peterson - Graeme Smith - Dale Steyn - Imran Tahir - Lonwabo Tsotsobe | - Stuart Broad (K) - Jonny Bairstow - Ravi Bopara - Tim Bresnan - Danny Briggs - Jos Buttler - Jade Dernbach - Steven Finn - Alex Hales - Craig Kieswetter (wk) - Michael Lumb - Eoin Morgan - Samit Patel - Graeme Swann - Luke Wright | - AB de Villiers (K & wk) - Hashim Amla - Farhaan Behardien - Johan Botha - Faf du Plessis - JP Duminy - Jacques Kallis - Richard Levi - Albie Morkel - Morné Morkel - Justin Ontong - Wayne Parnell - Robin Peterson - Dale Steyn - Lonwabo Tsotsobe |

## Tour Matches
| 9. – 10. Juli Scorecard | Taunton | Somerset 312-8d (64) & 50-1 (22) | – | South Africans 282-9d (76.3) |
|                         |         | Remis                            |   |                              |

Der südafrikanische Spieler Mark Boucher wurde am ersten Tag von einem Bail am Auge verletzt. Infolgedessen trat er vom internationalen Cricket zurück.
| 13. – 15. Juli Scorecard | Canterbury | Kent 210 (74.2) & 105-0 (22) | – | South Africans 314 (93) |
|                          |            | Remis                        |   |                         |

| 27. – 28. Juli Scorecard | Worcester | South Africans 237-9d (65.5) & 67-4 (18) | – | Worcestershire 245 (73.5) |
|                          |           | Remis                                    |   |                           |

| 10. – 11. August Scorecard | Derby | South Africans 365-4d (70) & 168-7d (40) | – | Derbyshire 174-9d (49) |
|                            |       | Remis                                    |   |                        |

| 22. August Scorecard | Bristol | Gloucestershire Gladiators 261 (49.5) | – | South Africans 262-7 (49) |
|                      |         | South Africans gewinnt mit 3 Wickets  |   |                           |

## Tests

### Erster Test in London
| 19. – 23. Juli Scorecard | London (The Oval) | England 385 (125.5) & 240 (97)                  | – | Südafrika 637-2d (189) |
|                          |                   | Südafrika gewinnt mit einem Innings und 12 Runs |   |                        |

### Zweiter Test in Leeds
| 2. – 6. August Scorecard | Leeds | Südafrika 419 (139.2) & 258-9d (67.4) | – | England 425 (126.4) & 130-4 (33) |
|                          |       | Remis                                 |   |                                  |

### Dritter Test in London
| 16. – 20. August Scorecard | London (Lord's) | Südafrika 309 (101.2) & 351 (124.2) | – | England 315 (107.3) & 294 (82.5) |
|                            |                 | Südafrika gewinnt mit 51 Runs       |   |                                  |

Mit diesem Sieg erzielte Südafrika Rang 1 im ICC World Test Rankings.

## One-Day Internationals

### Erstes ODI in Cardiff
| 1. Juni Scorecard | Cardiff | England 37-0 (5.3) | – | Südafrika |
|                   |         | No Result          |   |           |

### Zweites ODI in Southampton
| 28. August Scorecard | Southampton | Südafrika 287-5 (50)          | – | England 207 (40.4) |
|                      |             | Südafrika gewinnt mit 80 Runs |   |                    |

### Drittes ODI in London
| 31. August Scorecard | London (The Oval) | Südafrika 211 (46.4)          | – | England 212-6 (48) |
|                      |                   | England gewinnt mit 4 Wickets |   |                    |

### Viertes ODI in London
| 2. September Scorecard | London (Lord’s) | Südafrika 220-8 (50)          | – | England 224-4 (46.4) |
|                        |                 | England gewinnt mit 6 Wickets |   |                      |

### Fünftes ODI in Nottingham
| 5. September Scorecard | Nottingham | England 182 (45.2)              | – | Südafrika 186-3 (34.3) |
|                        |            | Südafrika gewinnt mit 7 Wickets |   |                        |

## Twenty20 Internationals

### Erstes Twenty20 in Chester-le-Street
| 8. September Scorecard | Chester-le-Street | England 118-7 (20)              | – | Südafrika 119-3 (19) |
|                        |                   | Südafrika gewinnt mit 7 Wickets |   |                      |

### Zweites Twenty20 in Manchester
| 10. September Scorecard | Manchester | Südafrika 77-5 (9/9) | – | England 29-2 (4.1/9) |
|                         |            | No Result            |   |                      |

### Drittes Twenty20 in Birmingham
| 12. September Scorecard | Birmingham | England 118-5 (11/11)       | – | Südafrika 90-5 (11/11) |
|                         |            | England gewinnt mit 28 Runs |   |                        |

## Statistiken
Die folgenden Cricketstatistiken wurden bei dieser Tour erzielt.
| Tests            | Tests      | Tests   | Tests   | Tests   | Tests   | Tests   | Tests   | Tests   |
| Batting          | Batting    | Batting | Batting | Batting | Batting | Batting | Batting | Batting |
| Spieler          | Mannschaft | Spiele  | Innings | Runs    | Average | HS      | 100s    | 50s     |
| ---------------- | ---------- | ------- | ------- | ------- | ------- | ------- | ------- | ------- |
| Hashim Amla      | Südafrika  | 3       | 5       | 482     | 120,50  | 311*    | 2       | 0       |
| Matt Prior       | England    | 3       | 6       | 275     | 45,83   | 73      | 0       | 3       |
| Graeme Smith     | Südafrika  | 3       | 5       | 272     | 54,40   | 131     | 1       | 2       |
| Jacques Kallis   | Südafrika  | 3       | 5       | 262     | 65,50   | 182*    | 1       | 0       |
| Alviro Petersen  | Südafrika  | 3       | 5       | 244     | 61,00   | 182     | 1       | 0       |
| Bowling          |            |         |         |         |         |         |         |         |
| Spieler          | Mannschaft | Spiele  | Overs   | Wickets | Average | BBI     | 5W      | 10W     |
| Dale Steyn       | Südafrika  | 3       | 131     | 15      | 29,20   | 5/56    | 1       | 0       |
| Vernon Philander | Südafrika  | 3       | 120.5   | 12      | 23,66   | 5/30    | 1       | 0       |
| Morné Morkel     | Südafrika  | 3       | 128.2   | 11      | 34,54   | 4/72    | 0       | 0       |
| Stuart Broad     | England    | 3       | 130.4   | 11      | 39,72   | 5/69    | 1       | 0       |
| Steven Finn      | England    | 2       | 91      | 10      | 32,20   | 4/74    | 0       | 0       |

| ODIs           | ODIs       | ODIs    | ODIs    | ODIs    | ODIs    | ODIs    | ODIs    | ODIs    |
| Batting        | Batting    | Batting | Batting | Batting | Batting | Batting | Batting | Batting |
| Spieler        | Mannschaft | Spiele  | Innings | Runs    | Average | HS      | 100s    | 50s     |
| -------------- | ---------- | ------- | ------- | ------- | ------- | ------- | ------- | ------- |
| Hashim Amla    | Südafrika  | 5       | 4       | 335     | 111,66  | 150     | 1       | 1       |
| Ian Bell       | England    | 5       | 5       | 181     | 45,25   | 88      | 0       | 1       |
| AB de Villiers | Südafrika  | 5       | 4       | 170     | 56,66   | 75*     | 0       | 1       |
| Jonathan Trott | England    | 4       | 3       | 142     | 47,33   | 71      | 0       | 1       |
| Eoin Morgan    | England    | 5       | 4       | 136     | 45,33   | 73      | 0       | 1       |
| Bowling        |            |         |         |         |         |         |         |         |
| Spieler        | Mannschaft | Spiele  | Overs   | Wickets | Average | BBI     | 5W      | 10W     |
| Robin Peterson | Südafrika  | 5       | 36      | 7       | 21,71   | 3/37    | 0       | 0       |
| James Anderson | England    | 5       | 34.4    | 6       | 28,33   | 4/44    | 0       | 0       |
| Dale Steyn     | Südafrika  | 3       | 25.4    | 5       | 20,60   | 2/24    | 0       | 0       |
| James Tredwell | England    | 3       | 24      | 5       | 22,80   | 3/35    | 0       | 0       |
| Morné Morkel   | Südafrika  | 4       | 26.4    | 5       | 26,00   | 2/29    | 0       | 0       |
| Jade Dernbach  | England    | 3       | 25.3    | 5       | 30,20   | 3/44    | 0       | 0       |

| Twenty20s        | Twenty20s  | Twenty20s | Twenty20s | Twenty20s | Twenty20s | Twenty20s | Twenty20s | Twenty20s |
| Batting          | Batting    | Batting   | Batting   | Batting   | Batting   | Batting   | Batting   | Batting   |
| Spieler          | Mannschaft | Spiele    | Innings   | Runs      | Average   | HS        | 100s      | 50s       |
| ---------------- | ---------- | --------- | --------- | --------- | --------- | --------- | --------- | --------- |
| Hashim Amla      | Südafrika  | 2         | 2         | 83        | 83,00     | 47*       | 0         | 0         |
| Craig Kieswetter | England    | 3         | 3         | 76        | 25,33     | 50        | 0         | 1         |
| Jacques Kallis   | Südafrika  | 3         | 3         | 69        |           | 48*       | 0         | 0         |
| JP Duminy        | Südafrika  | 2         | 2         | 52        | 52,00     | 47*       | 0         | 0         |
| Jos Buttler      | England    | 3         | 2         | 38        | 38,00     | 32*       | 0         | 0         |
| Bowling          |            |           |           |           |           |           |           |           |
| Spieler          | Mannschaft | Spiele    | Overs     | Wickets   | Average   | BBI       | 5W        | 10W       |
| Johan Botha      | Südafrika  | 3         | 8         | 4         | 12,00     | 2/19      | 0         | 0         |
| Steven Finn      | England    | 2         | 6         | 3         | 13,00     | 2/17      | 0         | 0         |
| Graeme Swann     | England    | 3         | 9         | 3         | 17,00     | 2/24      | 0         | 0         |
| Jade Dernbach    | England    | 3         | 8         | 3         | 19,00     | 2/31      | 0         | 0         |
| Tim Bresnan      | England    | 1         | 2         | 2         | 7,00      | 2/14      | 0         | 0         |
| Albie Morkel     | Südafrika  | 3         | 4.1       | 2         | 8,50      | 1/0       | 0         | 0         |
| Dale Steyn       | Südafrika  | 2         | 5         | 2         | 11,50     | 1/10      | 0         | 0         |
| Morné Morkel     | Südafrika  | 2         | 4         | 2         | 18,00     | 2/28      | 0         | 0         |
| Robin Peterson   | Südafrika  | 3         | 6         | 2         | 21,50     | 2/27      | 0         | 0         |

## Player of the Series
Als Player of the Series wurden die folgenden Spieler ausgezeichnet.
| Serie | Player of the Series   |
| ----- | ---------------------- |
| Test  | Hashim Amla Matt Prior |
| ODI   | Hashim Amla            |
| T20   | Craig Kieswetter       |

### Player of the Match
Als Player of the Match wurden die folgenden Spieler ausgezeichnet.
| Spiel   | Player of the Match |
| ------- | ------------------- |
| 1. Test | Hashim Amla         |
| 2. Test | Kevin Pietersen     |
| 3. Test | Vernon Philander    |
| 2. ODI  | Hashim Amla         |
| 3. ODI  | Eoin Morgan         |
| 4. ODI  | Ian Bell            |
| 5. ODI  | Hashim Amla         |
| 1. T20  | Dale Steyn          |
| 3. T20  | Jos Buttler         |

## Kontroverse
Der englische Spieler Kevin Pietersen war im Zentrum zahlreicher Kontroversen während der Monate vor der Tour, die dazu führten, dass er zunächst nicht für die Tour berücksichtigt wurde. Mit einer Erklärung, dass er sich vollkommen dem englischen Cricket widmen wird erreichte er für den dritten Test wieder in die engere Auswahl zu kommen. Als jedoch Tags darauf bekannt wurde, dass er diffamierende Textnachrichten mit südafrikanischen Spielern über seine englischen Mitspieler ausgetauscht hatte, wurde er aus dem Team ausgeschlossen.